# Сконьямильо, Карло
Карло Луиджи Сконьямильо Пазини (итал. Carlo Luigi Scognamiglio Pasini; род. 27 ноября 1944, Варесе, Ломбардия) — итальянский яхтсмен, экономист и либеральный политик. Сенатор (1992—2001), министр обороны Италии (1998—1999).

## Биография
Родился 27 ноября 1944 года в Варесе. В 1961 году Сконьямильо стал чемпионом Италии в парусном спорте, в 1976 году — чемпионом мира. Окончил университет Боккони, где изучал экономику, позднее учился в Лондонской школе бизнеса. Преподавал экономику промышленности в Падуанском университете и позднее в университете Боккони. С 1979 года работал в римском Международном свободном университете социальных исследований (LUISS), с 1984 по 1992 год являлся его ректором. В 1983 году являлся президентом компании Rizzoli-Corriere della sera, в 1984—1989 годах — вице-президентом Società Torinese Esercizi Telefonici, в 1984—2000 годах — президентом Bulkitalia S.p.A. В 1992 году пришёл в политику, вступив в Итальянскую либеральную партию.
В 1992—1994 году состоял в Сенате XI созыва (Либеральная фракция). В 1994—1996 годах — во фракции Вперёд, Италия Сената XII созыва (оставаясь членом Либеральной партии), при этом с 16 апреля 1994 по 8 мая 1996 года являлся председателем Сената, в Сенате XIII созыва в 1996—1998 годах вновь состоял во фракции «Вперёд, Италия», в 1998—1999 годах — во фракции Демократического союза за Республику, а с 1999 по 2001 год — в центристской группе Смешанной фракции. В 1994 и 1996 годах избирался в Сенат по спискам коалиции Полюс свобод, а в марте 1998 года стал председателем Ассамблеи Демократического союза за Республику.
С 21 октября 1998 по 22 декабря 1999 года являлся министром обороны в первом правительстве Д’Алема. 3 сентября 1999 года правительство Италии утвердило законопроект об отмене в Италии всеобщей воинской обязанности и поэтапном переходе к наёмной армии. Молодые люди, родившиеся в 1986 году, стали первым поколением, освобождённым от призыва.
В 2003 году Сконьямильо вместе с Мариотто Сеньи стал соучредителем и одним из руководителей новой партии — Пакт Сеньи-Сконьямильо, названной первоначально Пакт-партия либерал-демократов (Patto-Partito dei liberaldemocratici).
В 2007 году вошёл в руководство восстановленной Итальянской либеральной партии и на выборах 2008 года баллотировался по её списку в Сенат, но безуспешно.
В феврале 2014 года Сконьямильо вместе с видным представителем либеральных сил, бывшим министром Ренато Альтиссимо, одним из лидеров бывшей Либеральной партии Альфредо Бионди и другими вошёл в число основателей новой либеральной партии — «Либералы» (I liberali).

## Личная жизнь
Первая жена — Лудовика Барасси (Ludovica Barassi), вторая — Дельфина Раттацци (Delfina Rattazzi), от которой у Сконьямильо двое детей — Филиппо и Элизабетта Теа; третья — Чечилия Пирелли (Cecilia Pirelli).

## Избранные труды
- L’Arte della Ricchezza. Cesare Beccaria economista. Mondadori, Milano 2014
- Economia Industriale. Economia dei Mercati Imperfetti. 2ª ed. LUISS University Press, Roma 2011.
- Keynes e la Crisi del Nuovo Millennio, prefazione di Carlo A. Ciampi. Treves editore, Roma 2009.
- Adam Smith. Adam Smith visto da Carlo Scognamiglio Pasini. LUISS University Press, Roma 2007
- Adam Smith XXI Secolo. LUISS University Press, Roma 2005
- La Guerra del Kosovo. Rizzoli, Milano 2002.
- La Democrazia in Italia. Rizzoli, Milano 1996.
- Il Progetto Liberale. Marsilio, Venezia 1996.
- Rapporto al Ministro del Tesoro della commissione per il riassetto del patrimonio mobiliare pubblico e per le privatizzazioni. Poligrafico dello Stato, Roma 1990.
- Teoria e Politica della Finanza Industriale. Il Mulino, Bologna 1987.
- Rapporto sulle Partecipazioni Statali. F. Angeli, Milano 1980.
- Crisi e Risanamento dell’Industria Italiana. F.Angeli, Milano 1979.
- Mercato dei Capitali e Borse Valori. F.Angeli, Milano 1974.
- The Economics of the Stock Market. In (G.Pivato et al.): «The Stock Exchange». Giuffrè, Milano 1972